# María Molina Álvarez de Toledo
María Molina Álvarez de Toledo (España, siglo XX), es una diplomática española. Es el embajadora de España en Bosnia y Herzegovina (desde 2024).

## Biografía
Estudió Derecho comunitario en la Universidad CEU San Pablo (1997), y se licenció en Derecho en la Universidad Autónoma de Madrid. 
Como diplomática ha estado destinada en las Embajadas de España en La Paz (Bolivia), Ankara (Turquía), Manila (Filipinas), y Washington D. C. (Estados Unidos).
En el Ministerio de Asuntos Exteriores, Unión Europea y Cooperación (MAEUEC), ocupó diversos puestos: Jefa de Servicio de Asuntos de la Unión Europea en el Gabinete Técnico de la Agencia Española de Cooperación Internacional para el Desarrollo (AECID) y Jefa de Servicio en la Subdirección General del Magreb en la Dirección General del Mediterráneo, África y Oriente Medio; Coordinadora y Vocal Asesora en el Gabinete de la Subsecretaría; y subdirectora general de Política Exterior y de Seguridad Común (2021-2024).
También ha sido Jefa de la Unidad de Apoyo de la Dirección de Políticas e Industrias Culturales y del Libro de la Secretaría de Estado de Cultura del Ministerio de Educación, Cultura y Deporte.
Es embajadora de España en Bosnia y Herzegovina (desde 2024).